# Steinhausen (Witten)
Steinhausen ist ein Stadtteilbezirk im Wittener Stadtteil Bommern. Er trägt die Gemarkungsnummer 61. Er hatte am 31. Dezember 2018 insgesamt 206 Einwohner. Das Gesicht des Stadtteilbezirkes wird geprägt durch das Herrenhaus Schloss Steinhausen.

## Geschichte
Die erste urkundliche Nennung des Namens Steinhausen datiert auf das Jahr 1248, als der Abt von Werden einen gewissen Everhard von Witten, auch genannt Everhard von Witten zu Steinhausen, zum Burgmann auf der Isenburg bestellte.
Die Familie Everhards errichtete schließlich auf Grund und Boden, der der Abtei abgabepflichtig war, einen eigenen Familiensitz, den Vorläufer des heutigen Schlosses Steinhausen. Dessen erste urkundliche Nennung ist für das Jahr 1297 nachgewiesen.

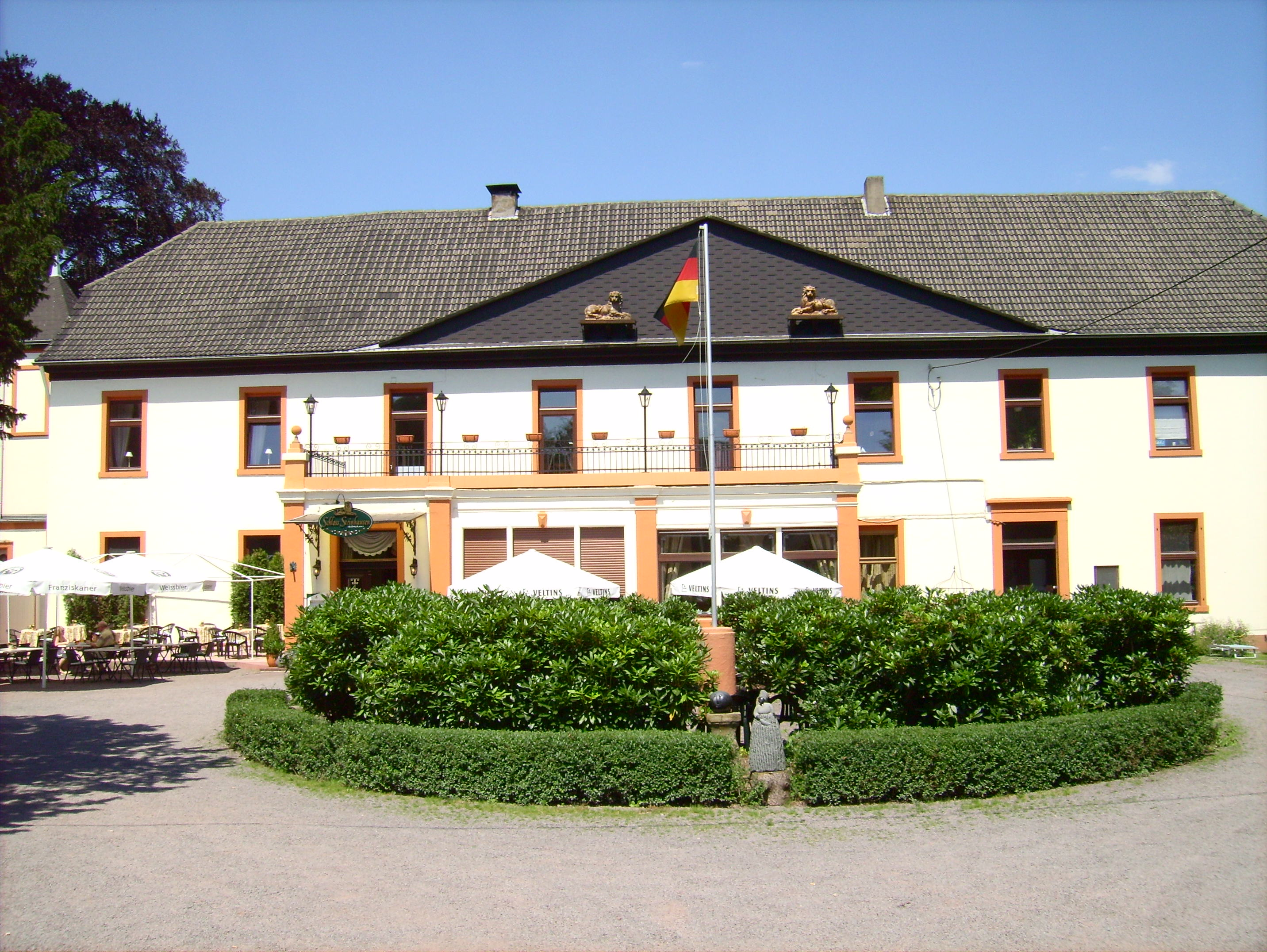
Schloss Steinhausen, Südansicht

Die Verleihung der Gerichtsherrschaft über Teile des Dorfes Witten führte zwischen den Familien von Witten und von Witten zu Steinhausen im Laufe der Jahrzehnte immer wieder zu Konflikten, die sich noch verschärften, als Hermann von Witten-Steinhausen (1374–1435) in die einflussreiche  einheiratete, die Linie Witten-Crengeldanz (siehe auch Haus Crengeldanz und Crengeldanz) gründete und gleichfalls Gerichts- und Grundherrschaft zugesprochen bekam.
Zusammen mit dem Haus Witten und dem Haus Witten-Crengeldanz gilt das Haus Witten-Steinhausen als eine der drei Keimzellen der Stadt Witten.
Mit dem Aussterben der Familien von Witten zu Steinhausen 1446 übernahm die Familie Staël von Holstein zunächst das Schloss Steinhausen, 1732 die Familie von Elverfeldt. Diese nutzten die Kapelle des Schlosses, um dort katholische Gottesdienste zu feiern: Die ersten katholischen Gottesdienste im Einflussbereich der Gemeinden Witten und Herbede, seit sich diese Ende des 16. Jahrhunderts der Reformation angeschlossen hatten.
Somit entwickelte sich Steinhausen zum zentralen Anlaufpunkt der wenigen Katholiken der Region.
Aufgrund der Nähe zum Muttental, von dem ein kleiner Teil auch zum Stadtteilbezirk Steinhausen gezählt wird, lässt sich im Gebiet von Steinhausen bis ins 17. Jahrhundert zurück Bergbau datieren. Dabei hat Steinhausen nie seine landwirtschaftlich geprägte Identität verloren.
Obschon Steinhausen respektive die im Schloss Steinhausen lebenden Familien über mehrere Jahrhunderte hinweg maßgeblich das Wachsen und Werden Wittens bestimmt haben, trennten sich Anfang des 19. Jahrhunderts die Wege von Steinhausen und Witten. Durch die Zerschlagung der ursprünglichen Gebiets- und Verwaltungsstrukturen der Kurfürsten- und Herzogtümer Anfang des 19. Jahrhunderts durch Napoleonische Besatzungstruppen, wurden in der gesamten Region Bürgermeistereien gegründet, darunter auch die Wittener Bürgermeisterei Mairie Witten (unter anderem mit Witten und Langendreer, zu der jedoch nicht das Dorf Bommern gehörte, in dessen Einzugsbereich sich Steinhausen befand). Nach dem Abzug der französischen Truppen wurden die Grenzen der von den Besatzungstruppen eingerichteten Bürgermeistereien zwar neu gezogen, die Einrichtungen als solche aber nicht wieder aufgelöst. So behielt Witten sein Bürgermeisteramt.
Steinhausen gehörte im 19. Jahrhundert zum Amt Bommern im Kreis Hagen. Erst mit der Gemeindereform von 1929 wurde das Amt Bommern aufgelöst. Bommern wurde von Witten eingemeindet. So gehört auch Steinhausen seither wieder zu Witten.

### Einrichtung der Muttentalbahn
1829 ließ Levin von Elverfeldt (1762–1830) im angrenzenden Muttental die Muttentalbahn anlegen. Die Einrichtung dieser Bahn beschleunigte die Industrialisierung des im Wittener Ruhrtal betriebenen Bergbaus in der ersten Hälfte des 19. Jahrhunderts.

## Stadtteilbezirk Steinhausen heute
Der genannte Stadtteilbezirk ist nur schwach bewohnt, zwischen den umliegenden Wäldern wird etwas Landwirtschaft betrieben. Der Bergbauwanderweg Muttental streift das Gebiet um Steinhausen, daher ist es bei Spaziergängern äußerst beliebt. Das Schloss befindet sich in Privatbesitz, in einem Teil des Herrenhauses befindet sich heute Gastronomie, besonders unter Hochzeitspaaren ist das Schloss als Austragungsort für Hochzeitsfeiern über die Stadtgrenzen von Witten hinaus äußerst populär.
In den Grenzen des Stadtteilbezirkes befinden sich das Deutsche Gruben- und Feldbahnmuseum sowie das Westfälische Industriemuseum Zeche Nachtigall.